# 373號紐約州州道
373號紐約州州道（英語：New York State Route 373, NY 373）是位於美国纽约州雅息士縣阿迪朗达克公园的短州级公路。公路始於與9号美国国道紐約州段的路口，並一路向東行，終於尚普蘭湖畔的渡輪碼頭。公路與兩條縣道、若干當地道路，以及連結公路與9號美國國道的參考道路912T號紐約州州道（英語：New York State Route 912T, NY 912T）相交匯。公路是9號美國國道與根德港村與其渡輪碼頭的惟一聯絡道路。
根德港村與其連接道路於1823年建成。該村原預計將遷入鋼鐵工人，並滿足雅息士縣的工業需求。根德港村後來逐漸發展，並最終經由1小時長的跨尚普蘭湖渡輪航程與佛蒙特州的城市伯靈頓相連結。通往根德港的道路原始於基斯圍，惟在1830年代成為根德港與荷普金頓收費公路的一部分。此外，公路於1919年亦獲指定為狄奧多·羅斯福國際公路的一部分。
373號紐約州州道於1930年獲指定時有一小部分路段由車士打菲特鎮養護，於1985年與雅息士縣進行養護路段交換時交回紐約州養護。

## 簡介
373號紐約州州道全線均位於阿迪朗達克公園境內，始於奧薩布爾淵與9號美國國道的路口；奧薩布爾淵是車士打菲特鎮內一個樹木繁茂的深谷。公路與其南連接路、長0.1英里（160）的912T號紐約州州道交匯。公路隨後與雅息士縣的縣道71號交匯，並折向東南偏東至奧薩布爾河以北。公路此後再與雅息士縣的縣道17號與若干當地道路交匯，然後折向東北偏東。

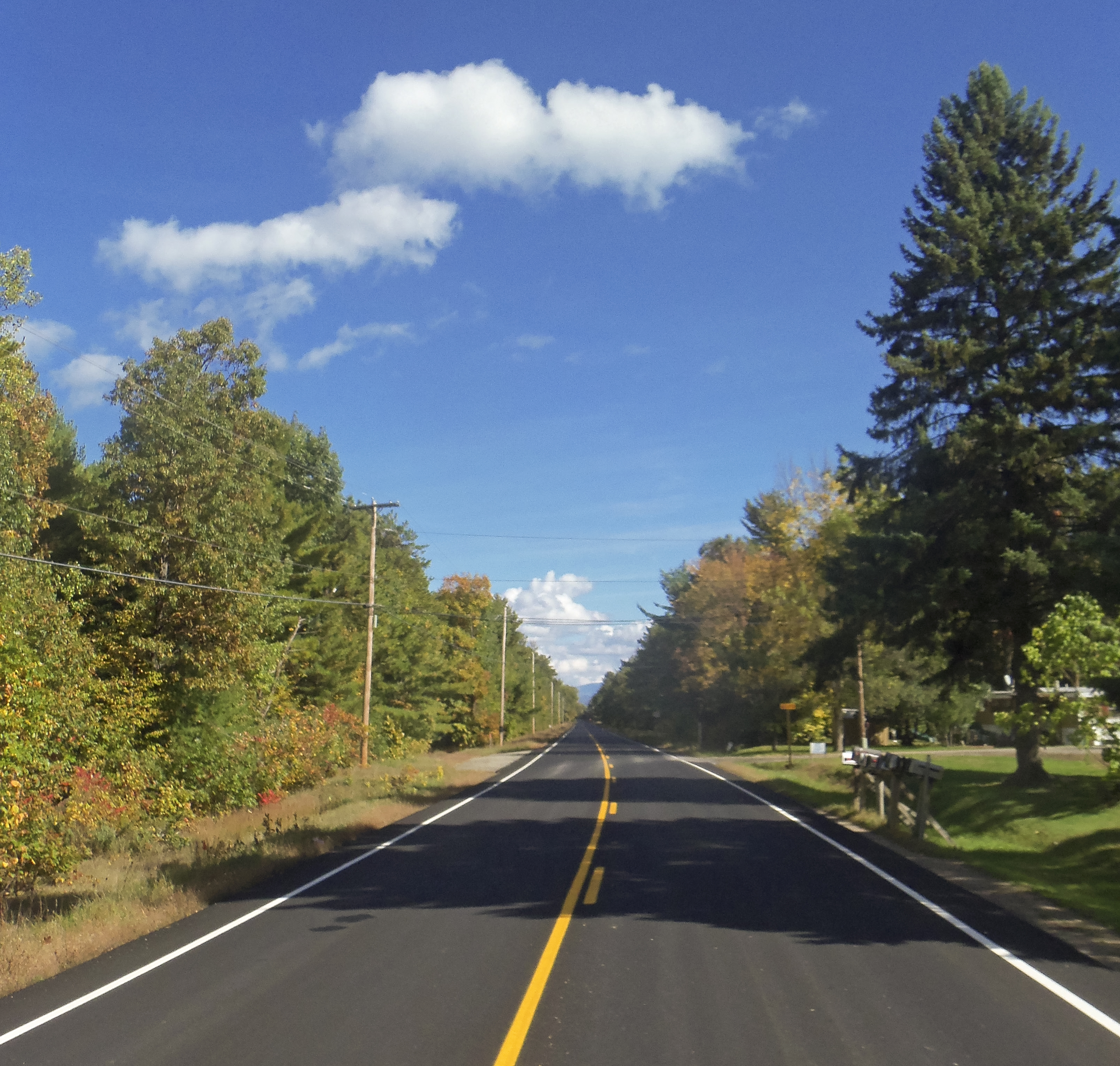
自保頓畝營地（Bolton Acres campground）附近沿373號紐約州州道向東望

公路從一個高爾夫球場以南經過後進入根德港，隨後與更多主要連接住宅與商業區的當地街道交匯。公路隨之折向北，並平交加拿大太平洋鐵路與根德港美鐵站的鐵路軌道，在掉頭後終於伯靈頓－根德港渡輪（Burlington–Port Kent Ferry）車士打菲特碼頭。
伯靈頓－根德港渡輪連結373號紐約州州道、根德港村與佛蒙特州的城市伯靈頓。伯靈頓－根德港渡輪航線取道尚普蘭湖最闊的部分，並由此成為三條跨尚普蘭湖渡輪航線中最長的一條。伯靈頓－根德港渡輪由尚普蘭湖運輸公司營運，除冬季外全年通航。

## 歷史

### 根德港與早期基斯圍聯絡公路
1823年，有公司出資於佛蒙特州伯靈頓對面的尚普蘭湖上建立定居點與漁業碼頭，以促進鋼鐵工廠的發展，並為雅息士縣一帶提供潛在能源。該公司將定居點命名為“根德港”，並為該村選址特倫布羅角（Trembleau Point）以北一帶。373號紐約州州道原來是寬闊的道路，以便利由鄰近的基斯圍村前往根德港。
373號紐約州州道全線均位於紐約州設立的保護區阿迪朗達克公園境內。阿迪朗達克公園於1880年代因對當地伐木情形的憂慮而設立。伐木業是紐約州經濟的重要構成部分，惟《纽约时报》與其他人對砍伐山脈與荒野地區的所有樹木的舉措表示反對。1880年代的公眾輿論完全倒向反伐木者一方，而公園則於1885年獲設立，使之成為美國首個州級森林保護區。1894年，修訂後的《紐約州憲法》設立禁止出售來自州立公園的木材的條款，使公園獲進一步保護。

### 舊路與指定

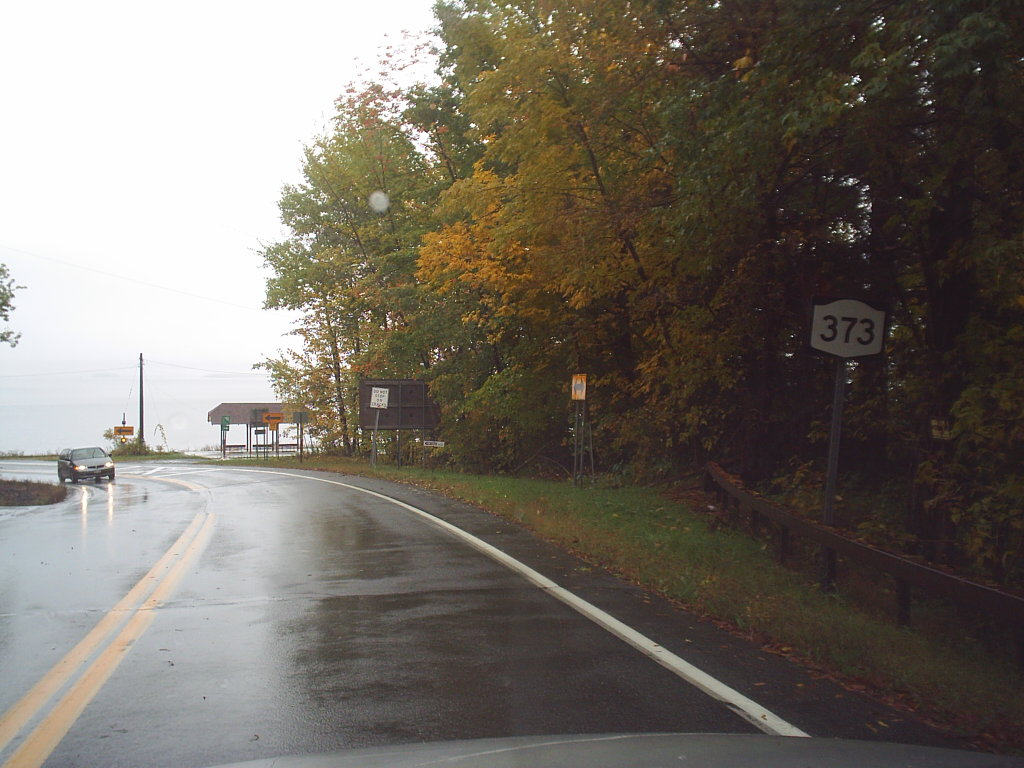
沿373號紐約州州道向東望向尚普蘭湖

1827年4月16日，一個三人測量團隊受委託劃定一條來往聖老楞佐縣東北部城鎮荷普金頓與尚普蘭湖的新公路的走線。測量工作為時26日，測量後的公路選線於根德港到達尚普蘭湖。紐約州議會於1829年4月18日通過一項授權修建公路的法令，使紐約州政府撥款约38,500美元予該公路興建工程。
根德港與荷普金頓收費公路於1833年作為收費道路啓用，全長75英里（121）。收費公路僅於接近公路中心點處設一收費站。兩年後，收費公路專員向紐約州請求允許改為於收費公路兩端設單向收費站，每個收費站均減收一半的通行費。收費公路專員認為變更收費站位置將提升收入，使公路繼續獲足夠資金養護。變更收費站位置的提議獲批准，惟收費公路於1838年3月30日遭廢止，公路亦交由其沿途城鎮養護。
狄奧多·羅斯福國際公路於1919年獲指定，是西起俄勒冈州波特蘭、東抵缅因州波特蘭的大洲橫貫自動車徑。國際公路在紐約州東部定線故根德港與荷普金頓收費公路，途經基斯圍、奧薩布爾淵與根德堡（Fort Kent），並經伯靈頓－根德港渡輪跨尚普蘭湖入佛蒙特州。
紐約州於1920年後接過奧薩布爾淵至根德港之間的大部分路段的養護工作。來往奧薩布爾淵至根德港渡輪碼頭的州道全段於1930年紐約州州道重新編號中獲指定為373號紐約州州道，惟根德港湖街（Lake Street）以東的一小段在當時並非由紐約州養護。1985年4月1日，紐約州與雅息士縣進行養護路段交換，湖街以東的路段由車士打菲特鎮交回紐約州養護。

## 主要交匯處
全線均位於雅息士縣車士打菲特境內。 
| 0.00                                       | 0.00 | Module:Jct第316行Lua错误：invalid value (boolean) at index 2 in table for 'concat' | 西端；奧薩布爾淵村 |
| 3.20                                       | 5.15 | 伯靈頓－根德港渡輪                                                                 | 東端；根德港村     |
| 1.000英里＝1.609公里；1.000公里＝0.621英里 |      |                                                                                    |                    |

## 外部連結
- 373號紐約州州道在New York Routes的網頁